# Brandhalde
Brandhalde este o arie protejată (sit de importanță comunitară — SCI, arie de protecție specială avifaunistică — SPA) din Germania întinsă pe o suprafață de 9,88 ha, integral pe uscat.

## Localizare
Centrul sitului Brandhalde este situat la coordonatele 48°18′51″N 8°34′37″E / 48.3142°N 8.5769°E.

## Înființare
Situl Brandhalde a fost declarat arie de protecție specială avifaunistică în martie 2001 pentru a proteja 1 specie de animale. Situl a fost protejat și ca sit de importanță comunitară în martie 2001.

## Biodiversitate
Situată în ecoregiunea continentală, aria protejată nu include niciun habitat protejat.
La baza desemnării sitului se află o specie protejată de  păsări: Falco peregrinus peregrinus